# Талда (Усть-Коксинський район)
Талда (рос. Талда) — село Усть-Коксинського району, Республіка Алтай Росії. Входить до складу Талдинського сільського поселення.
Населення — 707 осіб (2015 рік).